# دارالمريم (السبرة)

تعديل مصدري - تعديل

دارالمريم محلة تابعة لقرية حبيل المريم، التابعة لعزلة الازهور بمديرية السبرة إحدى مديريات محافظة إب في الجمهورية اليمنية.، بلغ تعداد سكانها 22 حسب تعداد اليمن لعام 2004.